# Pierre Alexis de Pinteville
Pour les articles homonymes, voir Pinteville.
Pierre Alexis Pinteville, né le 31 janvier 1771 à Vaucouleurs dans la Meuse et mort le 27 août 1850 à Toul, en Meurthe-et-Moselle, est un général français de la Révolution et de l’Empire.

## Biographie

### Sous la Révolution et le Consulat
Il entre en service au 11e dragons en 1790 et passe successivement par tous les grades jusqu’à celui de chef d’escadron le 20 octobre 1796, grade avec lequel il participe en décembre 1796 à l’expédition d’Irlande au sein d'un corps franc de chasseurs à cheval qu'il a organisé avec le colonel Lamoureux. Le 30 janvier 1798, il sert à Saint-Domingue, sous la direction du général Hédouville, et est de retour en France le 31 décembre suivant.
Le 21 mai 1800, il est placé à la suite du 11e régiment de chasseurs à cheval, et le 23 octobre suivant, il est mis en congé de réforme. Le 22 décembre 1800, il prend la tête d’un escadron du 11e régiment de chasseurs à cheval, avant d'être fait chevalier de la Légion d’honneur le 26 mars 1804.

### Colonel-major des dragons de la Garde impériale
De 1805 à 1807, il participe aux campagnes d’Autriche, de Prusse et de Pologne. Le 31 mars 1809, il est nommé colonel commandant le 6e régiment provisoire de dragons en Espagne avec lequel il s'illustre à Astorga le 23 avril 1810. Il prend ensuite le commandement du 30e régiment de dragons le 20 août 1810. En 1812, il fait la campagne de Russie, et devient officier de la Légion d’honneur le 1er juillet. Il est blessé à la bataille de la Moskova le 7 septembre et, durant la retraite, ramène l'aigle du régiment qu'il dissimule pendant la Restauration
Le 3 février 1813, il est promu colonel-major dans le régiment de dragons de la Garde impériale qu'il commande en second. Lors d'une escarmouche à Toeplitz, près de Culm, le 17 septembre 1813, un éclat d'obus lui enlève une partie du visage et de la mâchoire. Soigné, il survit, mais cette blessure l'oblige à porter une prothèse en argent et en cuir jusqu'à la fin de sa vie. Napoléon lui confère le titre de baron de l’Empire le 16 août de la même année.
En 1814, lors de la Première Restauration, le roi Louis XVIII le fait chevalier de Saint-Louis et le nomme maréchal de camp honoraire le 24 janvier 1815. Pendant les Cent-Jours, Napoléon le confirme dans son grade de maréchal de camp le 3 juin 1815, mais il reste sans affectation. 
Il meurt le 27 août 1850 à Toul où sa tombe subsiste encore au cimetière municipal.